# Ritter (baltisches Adelsgeschlecht)

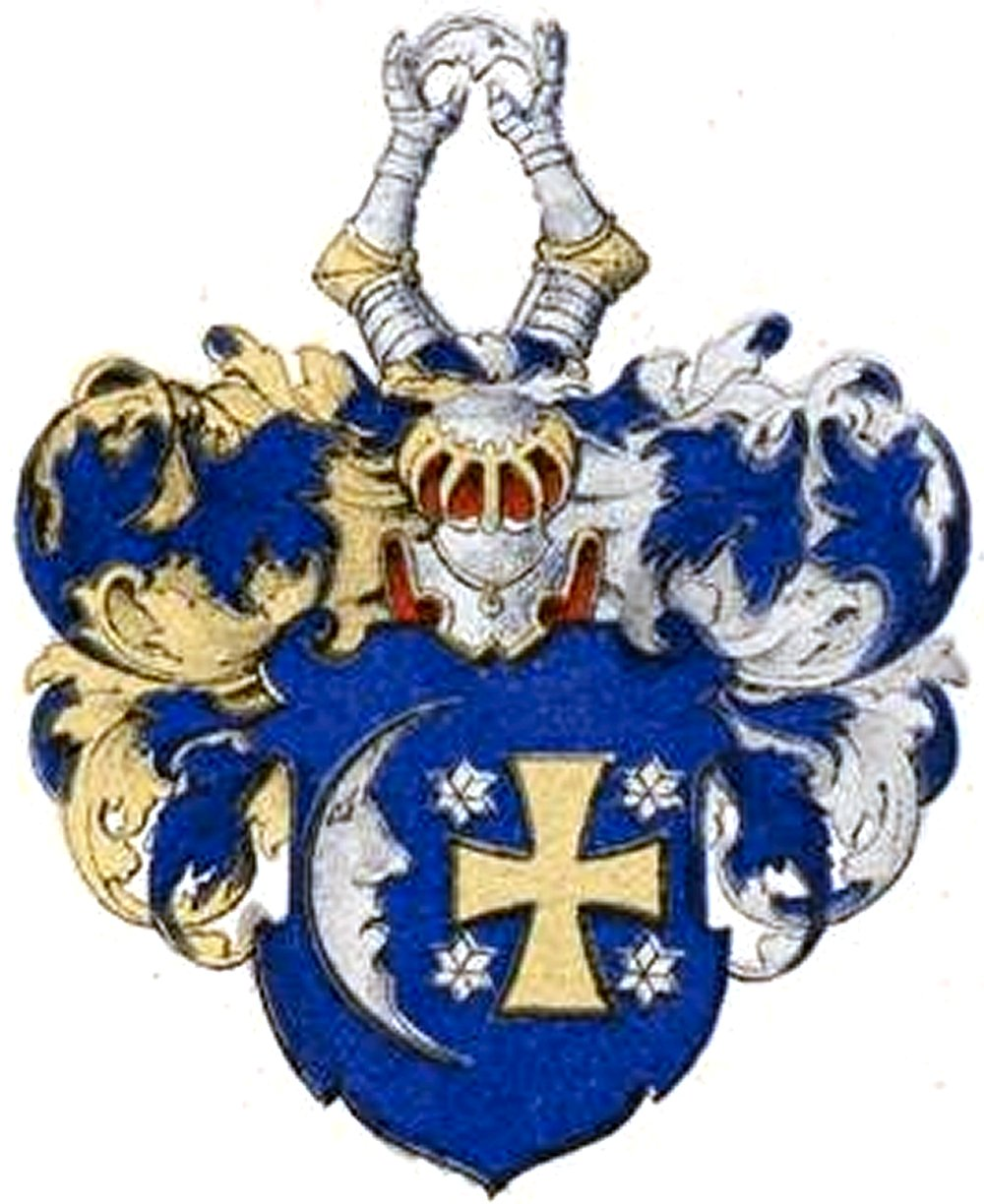
Wappen derer von Ritter

Ritter, auch Rittern, ist der Name eines baltischen Adelsgeschlechts.

## Geschichte
Der Ursprung der Familie ist ungewiss. Sowohl russischer als auch schwedischer Adel wurde angegeben. Auch eine Zuwanderung aus Bayern in Baltikum und der ältere Name Ritter von Reitgashaus wurden genannt.
Die Familie konnte sich 1746 vor der estländischen Matrikel-Kommission legitimieren, in dem der Nachweis erbracht wurde, bereits vor 1602 Güter in Livland besessen hat. So wurde Johann Ritter 1542 im Gebiet um Rossitten belehnt.
Weiterer Gutsbesitz bestand von 1672 bis ca. 1720 zu Aggimal, sowie um 1750 zu Waschel, jeweils in Estland und zu Marzingshof (1631–1679), Megel (1724), Pajusby (1652–1725) und Wittkop (1630–1724) in Livland.
Um 1820 ist die Familie erloschen.

## Wappen
Das Wappen zeigt in Blau ein goldenes Tatzenkreuz bewinkelt von vier silbernen Sternen, rechts beseitet von einem silbernen abnehmenden gebildeten Mond. Auf dem blau-silber bewulsteten Helm mit blau-goldenen und blau-silbernen Decken zwei geharnischte Arme den Mond (gestürzt) haltend.